# Thomas Pool
Thomas Pool (16 gennaio 1974) è un ex sciatore alpino svizzero.

## Biografia
Slalomista puro originario di Coira, Pool debuttò in campo internazionale ai Mondiali juniores di Maribor 1992; in Coppa del Mondo disputò 11 gare (la prima il 30 gennaio 1997 a Schladming, l'ultima il 9 marzo 2000 nella medesima località), senza portarne a termine nessuna. Si ritirò al termine della stagione 1999-2000 e la sua ultima gara fu uno slalom speciale FIS disputato il 16 aprile a Lenzerheide; non prese parte a rassegne olimpiche o iridate.

## Palmarès

### Coppa Europa
- Miglior piazzamento in classifica generale: 112º nel 1999

### Far East Cup
- 2 podi (dati dalla stagione 1994-1995):
  - 1 vittoria
  - 1 terzo posto

#### Far East Cup - vittorie
| Data         | Località   | Paese    | Specialità |
| ------------ | ---------- | -------- | ---------- |
| 9 marzo 1996 | Shigakōgen | Giappone | SL         |

Legenda:

SL = slalom speciale

### Campionati svizzeri
- 1 medaglia (dati dalla stagione 1994-1995):
  - 1 bronzo (slalom speciale nel 2000)